# Robert W. Kustra

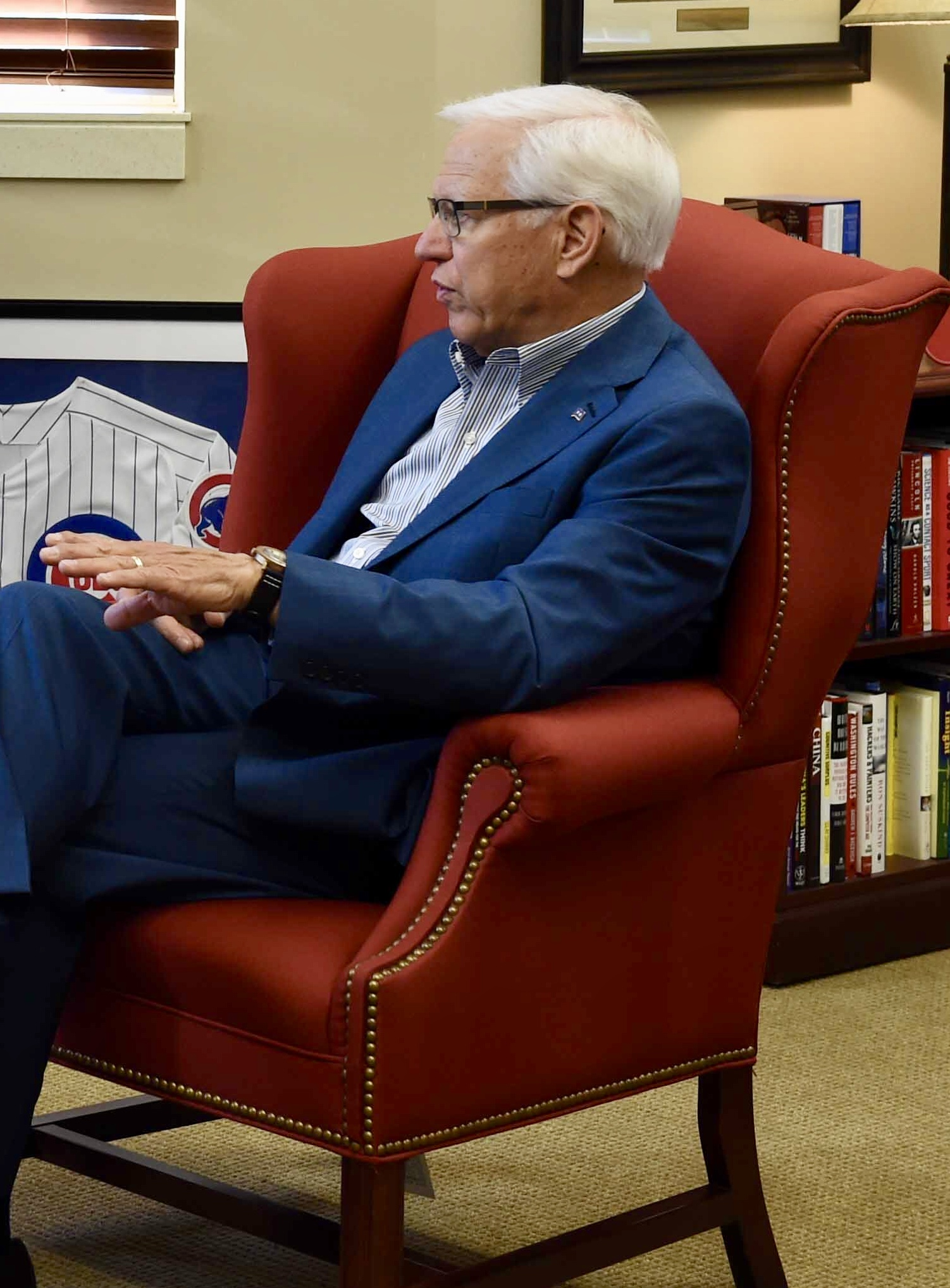
Robert W. Kustra, 2016

Robert W. „Bob“ Kustra (* 21. März 1943 in St. Louis, Missouri) ist ein US-amerikanischer Politiker. Zwischen 1991 und 1998 war er Vizegouverneur des Bundesstaates Illinois.

## Werdegang
Robert Kustra studierte am Benedictine College in Atchison (Kansas) politische Wissenschaften. Anschließend studierte er an der Southern Illinois University Carbondale öffentliche Verwaltung. Er beendete seine Studienzeit an der University of Illinois. Beruflich wurde er Hochschullehrer. Er gehörte dem Lehrkörper verschiedener Universitäten in Illinois und Kentucky an. Politisch wurde er Mitglied der Republikanischen Partei. Ab 1980 war er Abgeordneter im Repräsentantenhaus von Illinois; zwei Jahre später zog er in den Staatssenat ein.
1990 wurde Kustra an der Seite von Jim Edgar zum Vizegouverneur von Illinois gewählt. Dieses Amt bekleidete er ab dem 14. Januar 1991 bis zu seinem Rücktritt am 1. Juli 1998. Dabei war er Stellvertreter des Gouverneurs. Im Jahr 1996 scheiterte er in den Vorwahlen seiner Partei für die Wahl zum US-Senat.
Sein Rücktritt erfolgte nach seiner Ernennung zum Präsidenten der Eastern Kentucky University. Diesen Posten hatte er bis zum Jahr 2001 inne. Seit 2003 leitet er die Boise State University in Idaho.